# Lijst van gemeentelijke monumenten in Gooise Meren

De gemeente Gooise Meren telt 181 gemeentelijke monumenten, hieronder een overzicht. 

## Bussum
Bussum telt 74 gemeentelijke monumenten. Zie Lijst van gemeentelijke monumenten in Bussum voor een overzicht.

## Muiden
Muiden telt 2 gemeentelijke monumenten, hieronder een overzicht.
| Object                                        | Bouwjaar | Architect | Locatie                        | Coördinaten                  | Nr.        | Afbeelding                                    |
| --------------------------------------------- | -------- | --------- | ------------------------------ | ---------------------------- | ---------- | --------------------------------------------- |
| Kade, beschoeiing en bomen                    |          |           | Kruitpad                       | 52° 19' 56" NB, 5° 3' 27" OL | 1942/WN001 | Kade, beschoeiing en bomen                    |
| Dienstwoningen van de voormalige kruitfabriek |          |           | Kruitpad 1 t/m 6, 6a, 7 t/m 12 | 52° 19' 52" NB, 5° 3' 55" OL | 1942/WN002 | Dienstwoningen van de voormalige kruitfabriek |

## Muiderberg
Muiderberg telt 10 gemeentelijke monumenten, hieronder een overzicht
| Object | Bouwjaar | Architect | Locatie            | Coördinaten                  | Nr.   | Afbeelding        |
| --- | -------- | --------- | ------------------ | ---------------------------- | ----- | ----------------- |
| ‘Tesselschade’, twee-onder-een-kapwoning |          |           | Badlaan 2-4        | 52° 19' 37" NB, 5° 7' 4" OL  | 1942/ | Upload foto       |
| Dubbel woonhuis, bekend als ‘Postkantoortje’ |          |           | Badlaan 11-13      | 52° 19' 40" NB, 5° 7' 6" OL  | 1942/ | Upload foto       |
| Algemene begraafplaats, - De aanleg met de plaats van de graven, padenstructuur en beplanting. - Het houten hekwerk met entreehek. - De gemetselde pijlers met het ijzeren entreehek ertussen. - De herplaatste houten waterpomp. - De oude beheerderswoning met veranda, nu in gebruik als aula | 1792     |           | Badlaan 26         | 52° 19' 43" NB, 5° 7' 9" OL  | 1942/ | Meer afbeeldingen |
| Villa ‘Caecilia’ | 1883     |           | Brink 24           | 52° 19' 36" NB, 5° 6' 43" OL | 1942/ | Meer afbeeldingen |
| Vinkenbaan, voormalige openbare lagere school en onderwijzerswoning, tegenwoordig 2 woonhuizen | 1892     |           | Brink 27-28        | 52° 19' 39" NB, 5° 6' 47" OL | 1942/ | Upload foto       |
| Voormalige rooms-katholieke kerk bekend als ‘Boskapel / Maria Sterre der Zee’, | 1896     |           | Brink 29           | 52° 19' 40" NB, 5° 6' 48" OL | 1942/ | Meer afbeeldingen |
| Villa gesitueerd naast de Hakkelaarsbrug |          |           | Googweg 20         | 52° 19' 10" NB, 5° 6' 6" OL  | 1942/ | Upload foto       |
| IJzeren ophaalbrug Hakkelaarsbrug, - De brug. - De kademuren en het bijbehorende profiel. - De brugbalustrade en remmingwerken | 1920     |           | Hakkelaarsbrug 1   | 52° 19' 8" NB, 5° 6' 4" OL   | 1942/ | Meer afbeeldingen |
| Voormalige gereformeerde kerk, tegenwoordig ontmoetingscentrum ‘De Steeg’ | 1926     |           | Populierenlaan 2b  | 52° 19' 35" NB, 5° 6' 60" OL | 1942/ | Upload foto       |
| ‘Landzicht’, twee-onder-een-kapwoning | ca. 1910 |           | Populierenlaan 5-7 | 52° 19' 37" NB, 5° 7' 1" OL  | 1942/ | Upload foto       |

## Naarden
Naarden telt 85 gemeentelijke monumenten. Zie Lijst van gemeentelijke monumenten in Naarden voor een overzicht.